# كريس كانتي
كريس كانتي (بالإنجليزية: Chris Canty)‏ هو لاعب كرة قدم أمريكية أمريكي، ولد في 10 نوفمبر 1982 في ذا برونكس في الولايات المتحدة.

## وصلات خارجية
- كريس كانتي على موقع مرجع كرة القدم المحترفة.كوم (الإنجليزية)